# Trutskär
Trutskär este o arie protejată (arie specială de conservare — SAC, sit de importanță comunitară — SCI) din Suedia întinsă pe o suprafață de 67,6 ha, integral pe uscat.

## Localizare
Centrul sitului Trutskär este situat la coordonatele 65°43′26″N 23°11′22″E / 65.7238°N 23.1895°E.

## Înființare
Situl Trutskär a fost declarat sit de importanță comunitară în iulie 2000 pentru a proteja un număr necunoscut de specii din flora spontană și fauna sălbatică aflate în arealul zonei. Situl a fost protejat și ca arie specială de conservare în martie 2011.

## Biodiversitate
Situată în ecoregiunile boreală și marină baltică, aria protejată conține 5 habitate naturale: Recifuri, Păduri naturale în etape succesive primare ale suprafețelor emergente de coastă, Insulițe și insule mici din Baltica boreală, Taiga vestică, Vegetație perenă pe țărmurile stâncoase.
La baza desemnării sitului se află un număr nedeclarat de specii protejate.